# Kristian Aasvold
Kristian Aasvold (Snåsa, 30 mei 1995) is een Noors voormalig wielrenner. Hij is de jongere broer van voormalig wielrenner Lorents Ola Aasvold.

## Carrière
Tussen 2014 en 2017 reed Aasvold voor Team Sparebanken Sør. Namens die ploeg reed hij onder meer de Ronde van Noorwegen en de Arctic Race of Norway. Eind 2017 maakte hij deel uit van de selectie voor de ploegentijdrit op het wereldkampioenschap in Bergen. In 2018 maakte hij de overstap naar Team Coop. Dat jaar werd hij onder meer vijfde in zowel de Himmerland Rundt, de Sundvolden GP als de Fyen Rundt en werd hij, achter Vegard Stake Laengen en Rasmus Tiller, derde op het nationale kampioenschap op de weg. Een jaar later werd hij tweede in de Lillehammer GP, waar enkel Niklas Larsen hem voorbleef.
In 2020 werd Aasvold prof bij Riwal Securitas Cycling Team. In september van dat jaar nam hij deel aan drie Noorse eendagskoersen die samen deel uitmaakten van een door Uno-X georganiseerd weekend. Op de eerste dag werd hij vierde in de Hafjell TT. Een dag later werd hij zesde in de Lillehammer GP. Het weekend sloot hij af met een tweede plaats in de Gylne Gutuer. Zijn ploeg deed in 2021 een stap terug, maar Aasvold keerde terug naar Team Coop. Hij werd dat jaar onder meer derde in het nationale wegkampioenschap, vijfde in het eindklassement van de Ronde van Noorwegen, zesde in dat van de Arctic Race of Norway en tiende in de Gooikse Pijl.
In 2022 maakte Aasvold opnieuw de overstap naar de profs, nu bij Human Powered Health. Zijn debuut voor de ploeg maakte hij in februari in de Ronde van Valencia. Later dat jaar volgde zijn debuut in de WorldTour met een deelname aan de Ronde van Zwitserland.

## Overwinningen
2021
GP Paul Borremans

## Ploegen
- 2014 –  Team Sparebanken Sør
- 2015 –  Team Sparebanken Sør
- 2016 –  Team Sparebanken Sør
- 2017 –  Team Sparebanken Sør
- 2018 –  Team Coop
- 2019 –  Team Coop
- 2020 –  Riwal Securitas Cycling Team
- 2021 –  Team Coop
- 2022 –  Human Powered Health
- 2023 –  Human Powered Health

Aasvold · Enger · Erland · Hodnebrog · Hoem · Jansen · Kaggestad · Larsen · Lunke · Mørland · Røinås · Schmidt · Vangstad
Aalrust · Aasvold · Bekken · Bendixen · Blikra · Hagen · Höög · Kjemhus · Ludvigsson · Lukkedahl · Trondsen · Tunset
Aasvold · Bassett · Brown (tot 26/6) · Carpenter · Coté · de Kleijn · de Vos · Gibson (vanaf 6/6) · Haga · Hecht · Jensen · Joyce · King · Krul · Mannion · Murphy · Rosskopf · Swirbul · Zukowsky · Chrétien (stagiair) · Double (stagiair) · Stites (stagiair)
Aasvold · Aniołkowski · Banaszek · Bassett · Chrétien · Coté · de Vos · Double · Gibson · Greenberg · Haga · Hecht · Jensen · Joyce · Krul · Lemmen · McGill · Peák · Perry · Schönberger · Svestad-Bårdseng · Van Hoecke · Weemaes